# Jan Nelken
Jan Władysław Nelken ps. Otto, Marek, Tytus (ur. 16 marca 1878 w Skomoroszkach, zm. w kwietniu 1940 w Katyniu) – polski lekarz psychiatra, psychoanalityk, pułkownik Wojska Polskiego, działacz socjalistyczny, członek PPS, ofiara zbrodni katyńskiej.

## Życiorys
Urodził się we wsi Skomoroszki w guberni kijowskiej jako syn dyrektora cukrowni Edwarda Nelkena (1850–1930) i Eugenii z Telszów (1854–1909). Był wyznania ewangelicko-augsburskiego.
Uczęszczał do gimnazjum w Warszawie. W 1896 rozpoczął studia na Wydziale Lekarskim Cesarskiego Uniwersytetu Warszawskiego. Wydalony z uczelni i z Warszawy za działalność socjalistyczną, wyjechał do Kazania, gdzie 18 października 1902 otrzymał dyplom lekarski. Po powrocie do Warszawy rozpoczął praktykę psychiatryczną i działalność polityczną w Polskiej Partii Socjalistycznej. Był kilka razy aresztowany i więziony. 8 stycznia 1909 nostryfikował dyplom na wydziale medycznym Uniwersytetu Jagiellońskiego.
W czasie I wojny światowej służył w Armii Austro-Węgier jako lekarz Szpitala Garnizonowego we Lwowie. W latach 1919–1934 pełnił służbę w Wojsku Polskim, w Szpitalu Okręgowym Nr I w Warszawie, Szkole Podchorążych Sanitarnych oraz na stanowisku zastępcy kierownika, a następnie kierownika Oddziału Psychiatrycznego Centrum Wyszkolenia Sanitarnego w Warszawie. 30 czerwca 1934 został przeniesiony w stan spoczynku. Został awansowany do stopnia pułkownika w korpusie oficerów sanitarnych lekarzy ze starszeństwem z dniem 1 stycznia 1927 (w 1928 był zweryfikowany z lokatą 3).
Po zakończeniu zawodowej służby wojskowej praktykował w Ambulatorium na Solcu i Ubezpieczalni Społecznej. Był członkiem Zarządu Polskiego Towarzystwa Psychiatrycznego i redaktorem Rocznika Psychiatrycznego.
Po wybuchu II wojny światowej 1939 wraz z kadrą Centrum Wyszkolenia Sanitarnego ewakuował się na tereny wschodnie, a po agresji ZSRR na Polskę został aresztowany przez Sowietów. Był przetrzymywany początkowo w obozie putywlskim, a następnie w Kozielsku. Wiosną 1940 został przetransportowany do Katynia i rozstrzelany przez funkcjonariuszy Obwodowego Zarządu NKWD w Smoleńsku oraz pracowników NKWD przybyłych z Moskwy na mocy decyzji Biura Politycznego KC WKP(b) z 5 marca 1940. Pogrzebano go w bezimiennej mogile zbiorowej, gdzie od 28 lipca 2000 mieści się oficjalnie Polski Cmentarz Wojenny w Katyniu. Podczas ekshumacji w 1943 jego ciało nie zostało zidentyfikowane pod jego nazwiskiem. Na terenach polskich, okupowanych od 1939 przez Niemców, wydanie czasopisma „Goniec Krakowski” z 16 kwietnia 1943 poinformowało wówczas o ekshumacji ciał polskich żołnierzy w Katyniu i zidentyfikowaniu m.in. zwłok gen. Smorawińskiego.

### Życie prywatne
W 1904 ożenił się ze Stanisławą Radomską (zm. 1967). Rozwiedli się w 1925, małżeństwo było bezdzietne. Po raz drugi ożenił się 23 lipca 1925 z Ireną z Borkowskich (1899–1944), z którą miał dwoje dzieci: córkę Annę (1926–1944) i syna Jana (1931).
Jego żona Irena i córka Anna zginęły w 1944 w powstaniu warszawskim.

## Upamiętnienie
Postanowieniem nr 112-48-07 Prezydenta RP Lecha Kaczyńskiego z 5 października 2007 został awansowany pośmiertnie do stopnia generała brygady. Awans został ogłoszony 9 listopada 2007 w Warszawie, w trakcie uroczystości „Katyń Pamiętamy – Uczcijmy Pamięć Bohaterów”.
17 września 2009 przy Wojskowym Instytucie Medycznym w Warszawie został zasadzony Dąb Pamięci honorujący Jana Nelkena.

## Lista prac
- Badania płynu mózgowo-rdzeniowego i jego wyniki w schorzeniach układu nerwowego, powstających na tle kiły. Przegląd Lekarski, 1909
- O porażeniach następowych po ostrem zatruciu tlenkiem węgla. Kraków, 1909
- Ein Fall von Poliomyelitis anterior acuta cruciata mit folgender Syringomyelie. „Zeitschrift für die gesamte Neurologie und Psychiatrie”. 3 (1), s. 196–202, 1910. DOI: 10.1007/BF02893593.
- Psychologische Untersuchungen an Dementia præcox-Kranken. Journal für Psychologie und Neurologie 17, ss. 174–185, 1911
- Analytische Beobachtungen über Phantasien eines Schizophrenen. Jahrbuch für psychoanalytische und psychopathologische Forschungen 4, s. 504–562, 1912
- Ueber schizophrene Wortzerlegungen. Zentralblatt für Psychoanalyse 2, 1–5, 1911
- Badania psychoanalityczne chorób nerwowych. Neurologja Polska 2, 1913
- O potrzebie państwowego Zakładu dla umysłowo chorych zbrodniarzy w Galicyi, 1913
- Alkohol i przestępstwa w wojsku podczas wojny. Lekarz Wojskowy 1 (21), s. 9–18, 1920
- Psychozy reaktywne na wojnie. Lekarz Wojskowy 2 (30), 1921
- Udawanie zaburzeń psychicznych a służba wojskowa. Warszawa, 1926
- Orzeczenia sądowo-lekarskie. Warszawa, 1927
- Ostre upicie się i jego znaczenie sądowo-lekarskie. Wojskowy Przegląd Prawniczy 3, 1930
- Kokainizm i homoseksualizm, 1931
- Ostre upicie się i przestępczość. Warszawa, 1931
- O powikłaniu chorób psychicznych przez różę, 1932
- Hygjena psychiczna w wojsku. Warszawa, 1934
- Psychozy reaktywne w oświetleniu wojny światowej i służby wojskowej, 1934
- Higjena psychiczna usposobienia psychopatycznego jako zagadnienie kultury, 1935
- Z dziedziny psychoneurologii dziecięcej w Rosji. Warszawskie Czasopismo Lekarskie 12, 1935
- Handelsman J, Nelken J. O zachowaniu się niepamięci po postrzale głowy. Warszawskie Czasopismo Lekarskie 11 (18/19), 1935
- Głosy krytyczne z dziedziny eugeniki współczesnej. Warszawskie Czasopismo Lekarskie, 1936
- Higjena psychiczna obrony przeciwgazowej. Lekarz Polski 1, 1936
- O wojnie bakteriologicznej. Lekarz Polski, 1936
- Pamiętnik Forela. Warszawskie Czasopismo Lekarskie, 1936
- Humanizacja wojny w świetle zagadnień higieny psychicznej. Warszawskie Czasopismo Lekarskie, 1937
- Niewystarczalność konwencji genewskiej wobec walki lotniczo-gazowej. Lekarz Polski, 1937
- Dziesięciolecie przygotowań do walki lotniczo-gazowej. Warszawskie Czasopismo Lekarskie, 1938
- Alkohol a walka lotniczo-gazowa. Lekarz Wojskowy 14 (4), s. 80–83, 1938

## Awanse
- podpułkownik – 3 maja 1922 zweryfikowany ze starszeństwem z 1 czerwca 1919 (w 1924 zajmował 24 lokatę w korpusie oficerów zawodowych sanitarnych, grupa lekarzy
- pułkownik – 16 marca 1927 ze starszeństwem z 1 stycznia 1927 i 5 lokatą w korpusie oficerów zawodowych sanitarnych, grupa lekarzy
- generał brygady – pośmiertnie 5 października 2007

## Ordery i odznaczenia
- Krzyż Niepodległości (12 maja 1931)[17]
- Złoty Krzyż Zasługi (19 marca 1931)[18]
- Srebrny Krzyż Zasługi
- Medal Pamiątkowy za Wojnę 1918–1921
- Medal Dziesięciolecia Odzyskanej Niepodległości